# Olympiad Cờ vua thứ 43
Olympiad Cờ vua thứ 43 (còn gọi là Olympiad Cờ vua Batumi), do Fédération Internationale des Échecs (FIDE) tổ chức và bao gồm các giải đấu đồng đội mở và nữ, cũng như một số sự kiện được thiết kế để quảng bá cờ vua, diễn ra tại Batumi, Gruzia, từ ngày 23 tháng 9 đến ngày 6 tháng 10 năm 2018. Đây là Olympic đầu tiên diễn ra ở Gruzia, và Liên đoàn Cờ vua Gruzia cũng đã tổ chức Giải vô địch thế giới cờ vua 2017 tại Tbilisi.
Tổng số kỳ thủ tham gia là 1.667, với 920 trong giải mở và 747 trong giải nữ. Số lượng các đội đăng ký là 185 từ 180 quốc gia trong giải Mở và 151 từ 146 quốc gia trong giải nữ. Cả hai phần đều lập hồ sơ tham gia nhóm. Địa điểm chính của Olympic Chessd là Sport Palace Batumi, trong khi lễ khai mạc diễn ra tại Black Sea Arena và lễ bế mạc sẽ được tổ chức tại Trung tâm Âm nhạc Bang Batumi. Trọng tài chính của sự kiện là Trọng tài Quốc tế của Hy Lạp Takis Nikolopoulos.